# Tolerancia inmunitaria

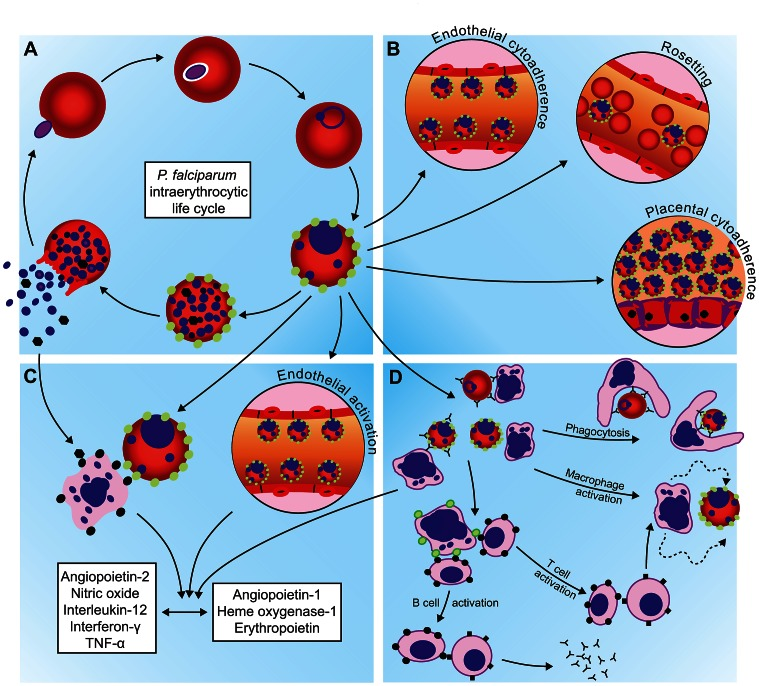
(A) Restricción de la invasión de glóbulos rojos (RBC) o del crecimiento intraeritrocítico, suprimiendo así las densidades de parásitos in vivo; (B) interferencia con los mediadores de patogénesis derivados de parásitos, incluidos los implicados en la unión de los glóbulos rojos infectados por parásitos (iRBC) a los receptores extracelulares del huésped; (C) modulación de las defensas innatas del huésped para favorecer respuestas protectoras y antiinflamatorias sobre las que impulsan respuestas patógenas y proinflamatorias; (D) mejora de las respuestas inmunes humorales y mediadas por células adaptativas que eliminan los iRBC de la sangre.

La tolerancia inmunitaria se define como la ausencia específica de respuesta del sistema inmunitario frente a un antígeno, ya sea propio o extraño, inducida por el contacto previo con dicho antígeno. Se trata de un estado activo (no es una simple ausencia de respuesta), dotado de especificidad y de memoria. Esta tolerancia tiene una importancia capital en el proceso de trasplante de órganos.
Los antígenos que inducen este estado de tolerancia se denominan "tolerógenos", para distinguirlos de los que provocan respuesta inmunitaria (inmunógenos).

## Propiedades
La tolerancia se puede desarrollar de un modo no natural, como cuando un animal en desarrollo deja de responder a sus propias moléculas (autotolerancia). Cuando este sistema falla, se producen patologías por autoinmunidad.
La tolerancia inducida experimentalmente es un estado de ausencia de respuesta a un antígeno que normalmente sería inmunogénico. Para ello, el antígeno ha de ser administrado bajo ciertas condiciones.
La tolerancia es un estado adquirido ("aprendido"), no innato, que se induce más fácilmente en linfocitos inmaduros, que se induce cuando no hay señal coestimulatoria, y que requiere que el antígeno persista para que dicho estado permanezca.
Esta tolerancia se puede adquirir por una exposición prolongada a una determinada cantidad de virus o bacterias, y puede mantenerse en el tiempo, incluso tras la desaparición del patógeno.

## Tolerancia del linfocito T
La tolerancia en los linfocitos T CD4+ cooperadores es una forma eficaz de evitar las respuestas inmunitarias a los antígenos proteínicos, porque los linfocitos T cooperadores son inductores necesarios de las respuestas inmunitarias celulares y humorales frente a las proteínas. Este conocimiento ha impulsado una gran cantidad de trabajos sobre los mecanismos de tolerancia en los linfocitos T CD4+. 
Durante su maduración en el timo, muchos linfocitos T inmaduros que reconocen antígenos con avidez alta son eliminados y algunas de las células supervivientes de la línea CD4* evolucionan a linfocitos T reguladores. Este proceso afecta a los linfocitos T restringidos por las clases I y II del MHC y es, por tanto, importante para la tolerancia en los linfocitos CD8+ y CD4+. La selección negativa de los timocitos es responsable del hecho de que el repertorio de linfocitos T maduros que abandona el timo y puebla los tejidos linfáticos periféricos no responda a los antígenos propios presentes en el timo. Los dos hechos principales que determinan si un antígeno propio particular inducirá la selección negativa de los timocitos autorreactivos son la presencia de ese antígeno en el timo, por su expresión local o por su llegada a través de la sangre, y la afinidad de los receptores del linfocito T (TCR) del timocito que reconocen al antígeno. De este modo, las cuestiones importantes relevantes en la selección negativa son qué antígenos propios están presentes en el timo y cómo son eliminados los linfocitos T inmaduros que los reconocen.
Las proteínas propias se procesan y presentan asociadas a moléculas del MHC en la célula presentadora de antígenos (APC) tímica. Los antígenos que se presentan en el timo son muchas proteínas circulantes y asociadas a células que se distribuyen ampliamente en los tejidos. El timo también tiene un mecanismo inusual para expresar antígenos proteínicos que suelen estar presentes solo en ciertos tejidos periféricos, de forma que pueden detectarse los linfocitos T inmaduros específicos frente a estos antígenos a partir del repertorio de linfocitos T en desarrollo. Algunos de estos antígenos de tejidos periféricos se expresan en células epiteliales medulares tímicas bajo el control de la proteína regulador autoinmunitario (AIRE, del inglés autoimmune regulator). Las mutaciones del gen AIRE son la causa de una enfermedad autoinmune multisistémica llamada síndrome poliendocrino autoinmunitario (APS). Este grupo de enfermedades se caracteriza por una lesión mediada por anticuerpos y linfocitos frente a múltiples órganos endocrinos, incluidos las paratiroides, las suprarrenales y los islotes pancreáticos. Se ha obtenido un modelo múrido de APS mediante la anulación del gen AIRE que recapitula muchas de las características de la enfermedad humana.

## Tolerancia del Linfocito B
La tolerancia en los linfoctos B es necesaria para mantener la falta de respuesta a antígenos propios independientes del timo, como los polisacáridos y los lípidos. La tolerancia del linfocito B también interviene en la evitación de respuestas de anticuerpos a antígenos proteínicos. Los linfocitos B inmaduros que reconocen antígenos propios en la médula ósea con afinidad alta cambian su especificidad o son eliminados. Los mecanismos de la tolerancia central del linfocito B consta de 3 procesos:

### Edición del receptor.
Si los linfocitos B inmaduros reconocen antígenos propios que están presentes en una concentración alta en la médula ósea, y especialmente si el antígeno se muestra de una forma multivalente (p. ej., en superficies celulares), se entrecruzan muchos receptores para el antígeno en cada linfocito B, lo que envía señales intensas a las células. Una consecuencia de tales señales es que los linfocitos B reactivan sus genes RAGl y RAG2 e inician una nueva ronda de recombinación VJ en el locus de la cadena ligera k, de inmunoglobulina (Ig). Un segmento Vk, en sentido 5’ a la unidad ya reordenada se une a un Jk, situado en sentido 3’. Como resultado de ello, se elimina el exón VkJk, reordenado antes en el linfocito B inmaduro autorreactivo y se expresa una nueva cadena ligera de Ig, lo que crea un receptor del linfocito B con una nueva especificidad. Este proceso se llama edición del receptor  y es un mecanismo importante de eliminación de la autorreactividad a partir del repertorio de linfocitos B maduros. Si el reordenamiento de la cadena ligera editada no es productivo, el reordenamiento puede proceder en el locus K, en el otro cromosoma y, si no es productivo, puede seguir el reordenamiento en los loci de la cadena ligera X. Un linfocito B que exprese una cadena ligera X es, con frecuencia, una célula que ha editado el receptor.

### Eliminación.
Si la edición fracasa, los linfocitos B inmaduros pueden ser eliminados (es decir, mueren por apoptosis). Los mecanismos de eliminación no están bien definidos.

### Anergia.
Si los linfocitos B en desarrollo reconocen antígenos propios débilmente (p. ej., si el antígeno es soluble y no entrecruza muchos receptores para el antígeno o si los receptores del linfocito B reconocen  antígeno con baja afinidad), las células pierden su capacidad de respuesta funcional (anérgica) y salen de la médula ósea en este estado refractario. La anergia se debe a una reducción de la expresión del receptor para el antígeno, así como a un bloqueo de las señales producidas por el receptor para el antígeno.